# Zimmermannia
Zimmermannia là một chi thực vật thuộc họ Phyllanthaceae. Chúng được công nhận là một chi vào năm 1858. Chúng là một trong 8 chi của tông Poranthereae. Chúng sống ngoài tự nhiên ở châu Mỹ, Nam Á, châu Phi và Madagascar.

## Các loài[4]
1. Meineckia acuminata - Morogoro
2. Meineckia baronii - NW Madagascar
3. Meineckia bartlettii - Jalisco, Chiapas, Belize, Honduras
4. Meineckia calycina - Anamalai Hills
5. Meineckia capillipes - Guatemala, Honduras
6. Meineckia cerebroides - SE Madagascar
7. Meineckia decaryi - Madagascar
8. Meineckia filipes - Socotra
9. Meineckia fruticans - Kenya, Tanzania
10. Meineckia gracilipes - SE Madagascar
11. Meineckia grandiflora - Ulanga, Lindi
12. Meineckia humbertii - SW Madagascar
13. Meineckia leandrii - W Madagascar
14. Meineckia longipes - SW India
15. Meineckia macropus - Mishmi Hills
16. Meineckia madagascariensis - E Madagascar
17. Meineckia neogranatensis - Nicaragua, Colombia, Brazil
18. Meineckia nguruensis - Nguru
19. Meineckia orientalis - E Madagascar
20. Meineckia ovata - Teita
21. Meineckia parvifolia - S India, Sri Lanka
22. Meineckia paxii - Lushoto
23. Meineckia peltata - Madagascar
24. Meineckia phyllanthoides - C + E Africa, Oman, Yemen
25. Meineckia pubiflora - SW Madagascar
26. Meineckia stipularis - Tanzania
27. Meineckia trichogynis - Madagascar
28. Meineckia uzungwaensis - Mufindi
29. Meineckia vestita - Tanzania
30. Meineckia websteri - Madagascar